# (7315) Kolbe
(7315) Kolbe ist ein Asteroid des Hauptgürtels, der am 29. September 1973 von den niederländischen Astronomen Cornelis Johannes van Houten und Ingrid van Houten-Groeneveld im Rahmen der Zweiten Trojanerdurchmusterung am Palomar-Observatorium (IAU-Code 675) auf dem Gipfel des  Palomar Mountain etwa 80 Kilometer nordöstlich von San Diego entdeckt wurde.
Der Himmelskörper wurde nach dem deutschen figürlichen Bildhauer und Medailleur Georg Kolbe (1877–1947) benannt, der ab 1905 Mitglied der Berliner Secession war und nach dem der Georg-Kolbe-Preis und das Georg Kolbe Museum benannt sind.
Der Asteroid gehört zur Astraea-Familie, einer Gruppe von Asteroiden, die nach (5) Astraea benannt ist.